# Ruine Waldenburg BL
Die Ruine Waldenburg ist die bedeutende Ruine einer hochmittelalterlichen Höhenburg bzw. Landvogteischlosses oberhalb des Städtchens Waldenburg im Schweizer Kanton Basel-Landschaft.

## Lage
Die Ruine der ehemaligen Burganlage liegt auf 700 m ü. M. über einer Talenge der Vorderen Frenke auf dem länglichen, schmalen Felsrücken Rehag rund 170 Meter über der Passstrasse über den Oberen Hauenstein. Es sind heute noch bedeutende Mauerreste sichtbar, welche sich etwa 600 Meter östlich des – ehemals ummauerten – Städtchens Waldenburg erheben. Geschützt wird die Burg durch steile Böschungen und Felsen auf der Nord-, West- und Südseite, während die Annäherung an der Ostseite durch einen Halsgraben erschwert ist.

## Anlage
Die ganze Anlage der Waldenburg kann in eine langgezogene, ost-west-ausgerichtete Kernburg (50 × 20 Meter) mit neuerem, westlichem und älterem, östlichem Baukörper sowie eine Vorburg gegliedert werden, die die Kernburg auf der nördlichen, westlichen und südlichen Seite umgibt.
Die Kernburg liegt auf dem höchsten Teil des Felsgrates und besteht in ihrem östlichen, älteren Teil aus dem Bergfried (in der nordwestlichen Ecke, wohl ältester Bauteil) sowie mehreren Wohnbauten entlang der rechten Hälfte des südlichen Berings. Im Hof des östlichen Teils befindet sich eine Filterzisterne und Spuren deuten auf einen an den Bergfried angebauten Backofen hin. Der westliche Teil wird durch einen grossen Palas dominiert, der 4 oder 5 Etagen hoch gewesen sein könnte und nur durch den Bergfried überragt wurde. Dieser Palas wurde erst im späten 13. Jahrhundert errichtet und ist auf Abbildungen mit einem Walmdach und Kamin dargestellt.

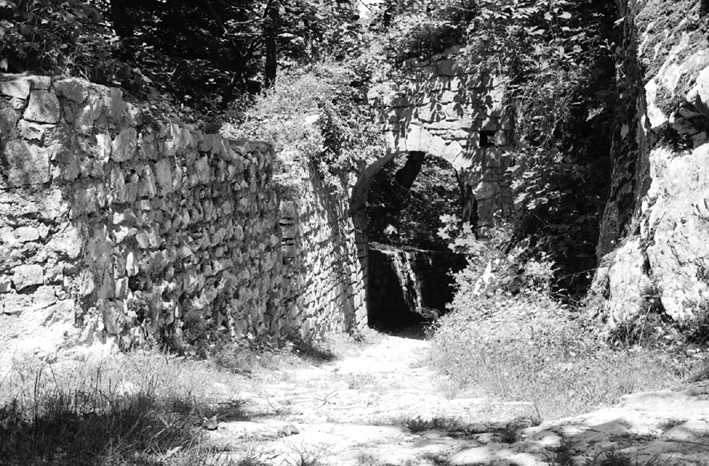
Waldenburg: Äusseres Tor von innen (2000)

Die Vorburg beginnt mit den direkt zur Burg gehörenden Oekonomiegebäuden im Norden der Anlage. Von dort führt ein Aufgang zum äusseren Tor in der nordwestlichen Ecke der Burg. Ein Zwinger mit Torhaus führt um die westliche Schmalseite des Burgfelsens herum zu einem Treppenaufgang, der zum inneren Tor etwa in der Mitte des südlichen Berings aufsteigt. Das innere Tor war mit einem kleinen Torgraben geschützt.
Der zur Waldenburg zugehörige Burghof lag im Bereich des heutigen Sennhus 350 Meter nordöstlich der Burg: Das Städtchen Waldenburg ist nicht als Weiterentwicklung des Burghofes zu betrachten, sondern eine eigenständige Gründung, die mit ihren Mauern und Toren die Benutzung der Passstrasse kontrollierte und von wo aus auch die Dienstleistungen (Säumerdienste, Lagerung, Verköstigung, Übernachtung etc.) angeboten wurden.

## Geschichte
Die Waldenburg wurde um 1200 von Graf Hermann von Frohburg (1160–1211) auf Eigengut erbaut, das die Frohburger vom Kloster Murbach übernommen hatten. Die ältesten Teile der Burg Waldenburg sind etwas älter als das Städtchen Waldenburg: Hieraus und aus der verkehrs- und wirtschaftspolitischen Aktivität der Frohburger darf geschlossen werden, dass die wesentliche Motivation zur Errichtung der Festung auf der Erhebung von Strassenzöllen und Entlöhnung von Säumerdiensten bei der Benutzung der Passstrasse lag. Die Burg wurde für die Frohburger so wichtig bzw. einträglich, dass sich ein Zweig der Familie nach der Waldenburg benannte.
Die Burg war Ergänzung und mit der Zeit Nachfolger der Schanz (auch Alt-Schloss, aufgegeben um 1300), einer ebenfalls von den Frohburgern errichteten Anlage. Dass die Lage durchaus wirtschaftlich interessant war zeigt auch die Tatsache, dass das Steinhaus in Waldenburg (heute Pfarrhaus) von den Herren von Lampenberg bis zu ihrem Aussterben 1250 benutzt wurde.
Graf Ludwig von Frohburg versuchte in der Mitte des 13. Jahrhunderts die Waldenburg (mitsamt dem Städtchen) an die Habsburger zu verkaufen und als Lehen zurückzuerhalten. Dies entspricht einem damals im Feudalsystem üblichen Vorgehen, um sich des Schutzes eines grösseren Landesherren zu versichern. Da dies misslang, verkaufte er 1265 Burg und Städtchen an den Bischof von Basel (mit Bestätigung 1277) und erhielt alles als Lehen zurück.
Das Erdbeben von Basel hat 1356 weder Burg noch Städtchen Waldenburg stark in Mitleidenschaft gezogen.
Als 1366 Graf Johans von Frohburg starb, zog der Bischof von Basel das Lehen ein und gründete daraus ein Amt (mit Waldenburg, Langenbruck, Oberdorf, Niederdorf, Hölstein, Lampenberg, Liedertswil, Bennwil, Ramlinsburg, Reigoldswil, Lauwil, Ziefen, Bubendorf, Arboldswil, Titterten, Lupsingen), das von einem bischöflichen Vogt auf der Waldenburg verwaltet wurde.
Der Basler Bischof verpfändete das Amt Waldenburg 1374 an Leopold III. (Habsburg) (Herzog von Österreich), da er wegen Streitereien mit Basel nicht die Stadt berücksichtigen wollte. Bereits 1375 gab er aber das Kleinbasel anstelle des Amtes Waldenburg an Leopold III als Pfand: Das Waldenburg verpfändete er sofort an die Grafen von Thierstein und – nach einem Guglerüberfall sowie weiteren Wechseln der Pfandleiher – 1396 an den Markgrafen Rudolf III. (Hachberg-Sausenberg) und 1400 – zusammen mit Liestal und Homburg – an die Stadt Basel. Durch den enormen Geldbedarf des Bischofs von Basel wurde die Pfandsumme auf das Amt Waldenburg weiter erhöht, bis es dem Bischof unmöglich wurde, das Pfand wieder einzulösen: Formell übergab der Bischof aber das Amt Waldenburg erst 1585 an die Stadt Basel.
Seit 1400 sass ein Vogt der Stadt Basel (zuerst Werner Schilling) auf der Waldenburg und verwaltete von dort aus das gleichnamige Amt. Er musste als erstes aber die Festung Waldenburg wieder sanieren, denn der Bischof hatte sie stark vernachlässigt.
Im Rahmen der aggressiven Expansionspolitik von Solothurn nach Norden, versuchten die Solothurner 1444 die Waldenburg – zum Zeitpunkt als die Besatzung mit den Eidgenossen nach St. Jakob gezogen war – und die damit verbundenen Güter und Rechte durch einen Überfall in ihren Besitz zu bekommen, was aber misslang.
Im Umfeld der Revolutionswirren wurde 1798 die Waldenburg vom Basler Vogt verlassen und dann – wie andere Landvogteischlösser (Farnsburg, Homburg) – angezündet.
Die heute sichtbaren Reste der Festung wurden im Wesentlichen 1929 bis 1931 ausgegraben und saniert, wobei allerdings der Schwerpunkt der Arbeiten, entsprechend dem Geist der Zeit und den archäologischen Möglichkeiten, auf der baulichen 'Instandsetzung' und nicht auf der archäologischen Erforschung lagen.
Im Jahre 2002 musste die Ruine durch die Gemeinde Waldenburg und die Kantonsarchäologie Baselland saniert werden, da – auf Grund früherer, unsachgemässer Reparaturen – lose Steine und Mauerstücke die Besucher und die Bausubstanz gefährdeten.

## Aussichtsturm
96 Treppenstufen aus Holz und Stein führen zur Aussichtsplattform in ca. 17,5 Meter Höhe. Von dieser hat man einen Ausblick auf die Ortschaften Niderdorf, Oberdorf und Waldenburg sowie auf diverse Täler und Hügel des Juras.

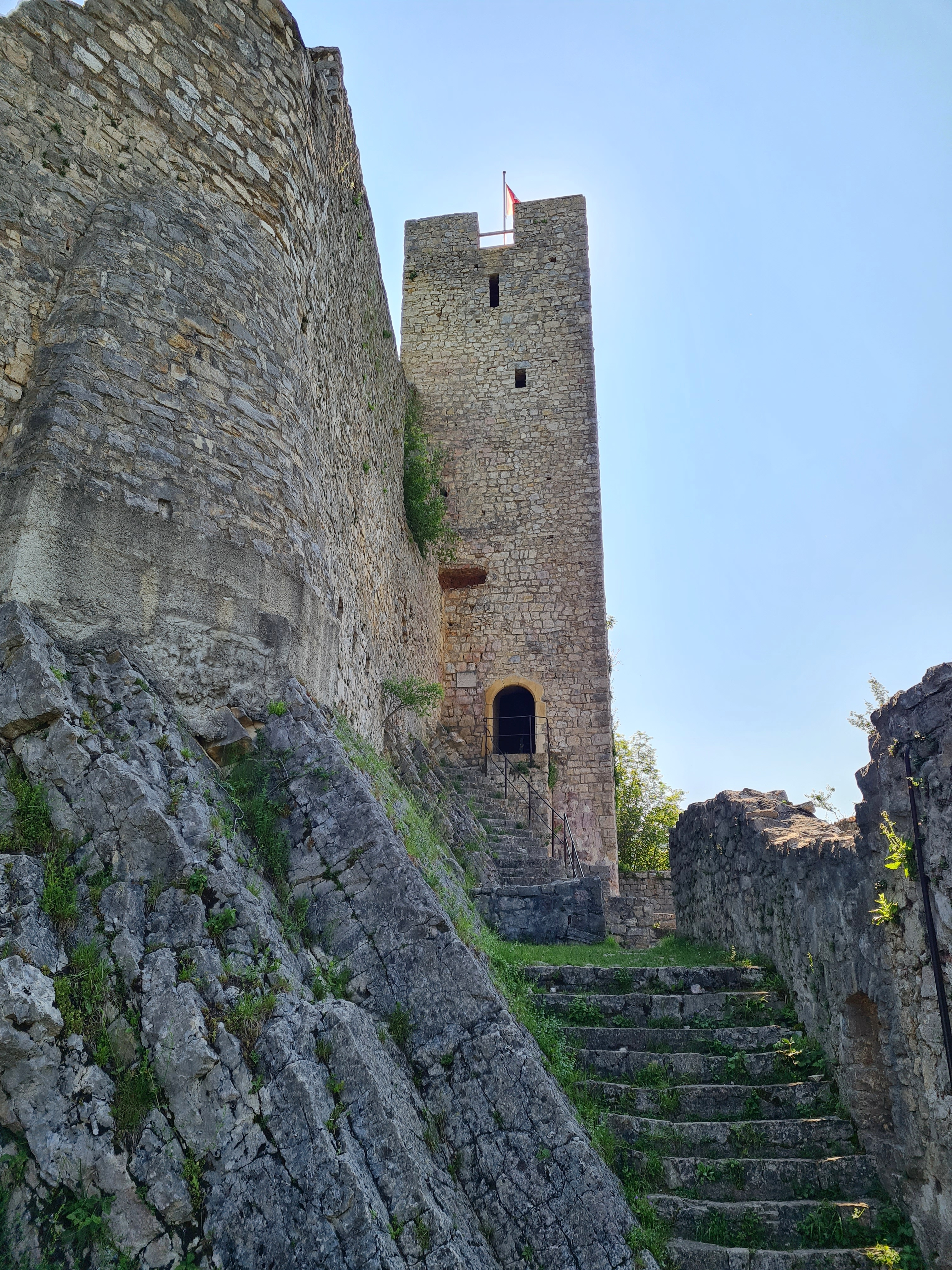
Ruine Waldenburg
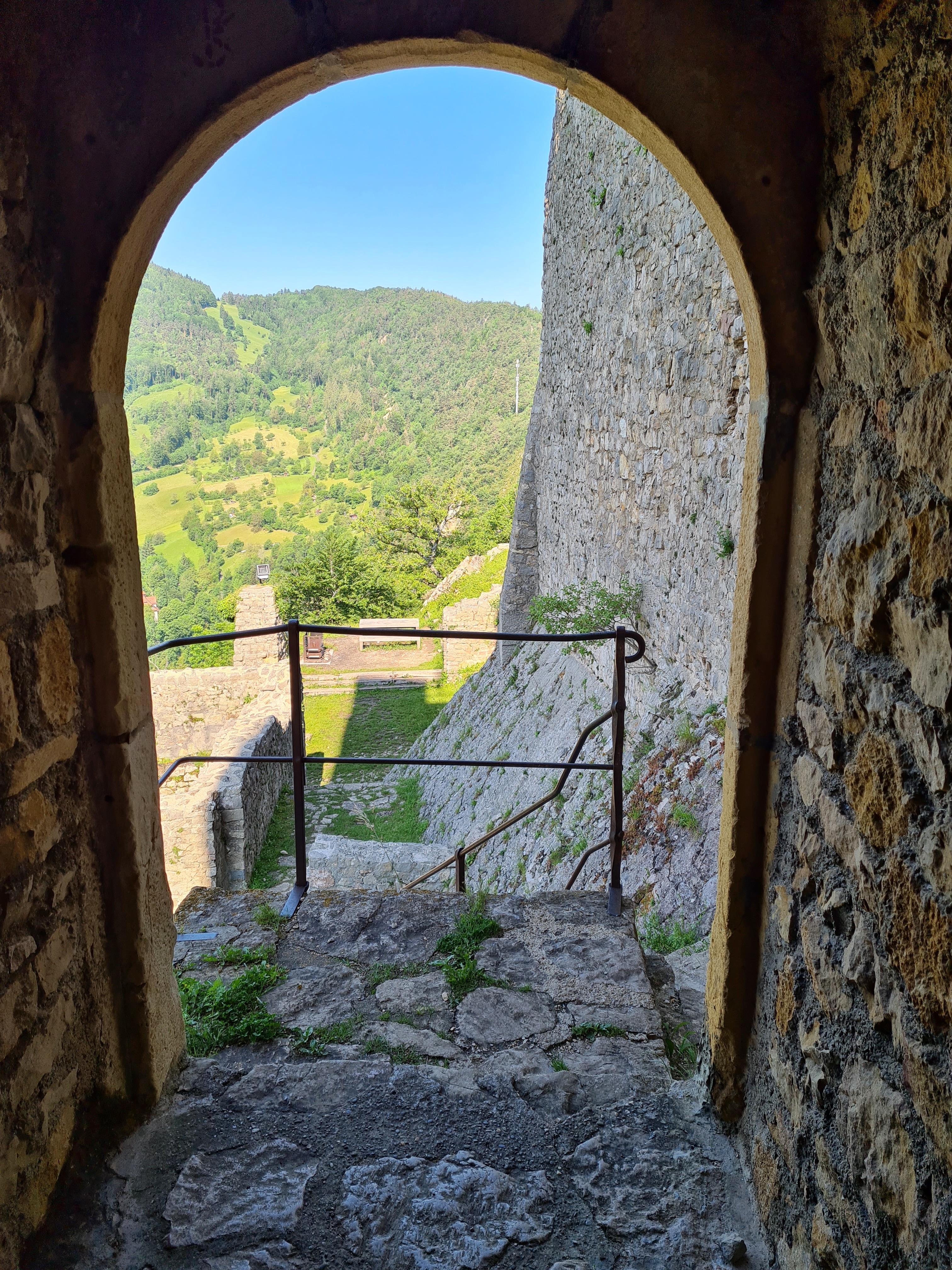
Ausgang
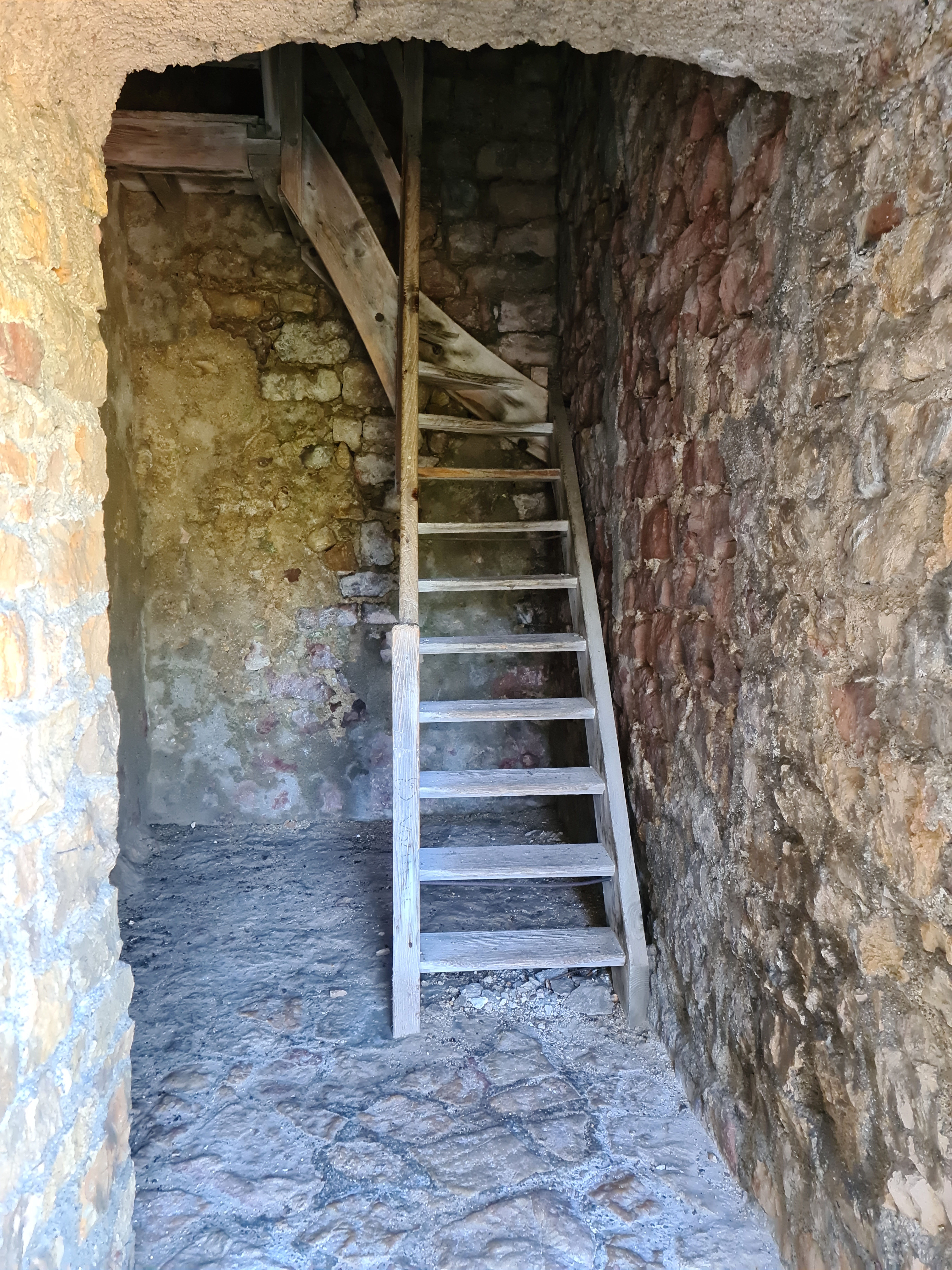
Untere Treppe
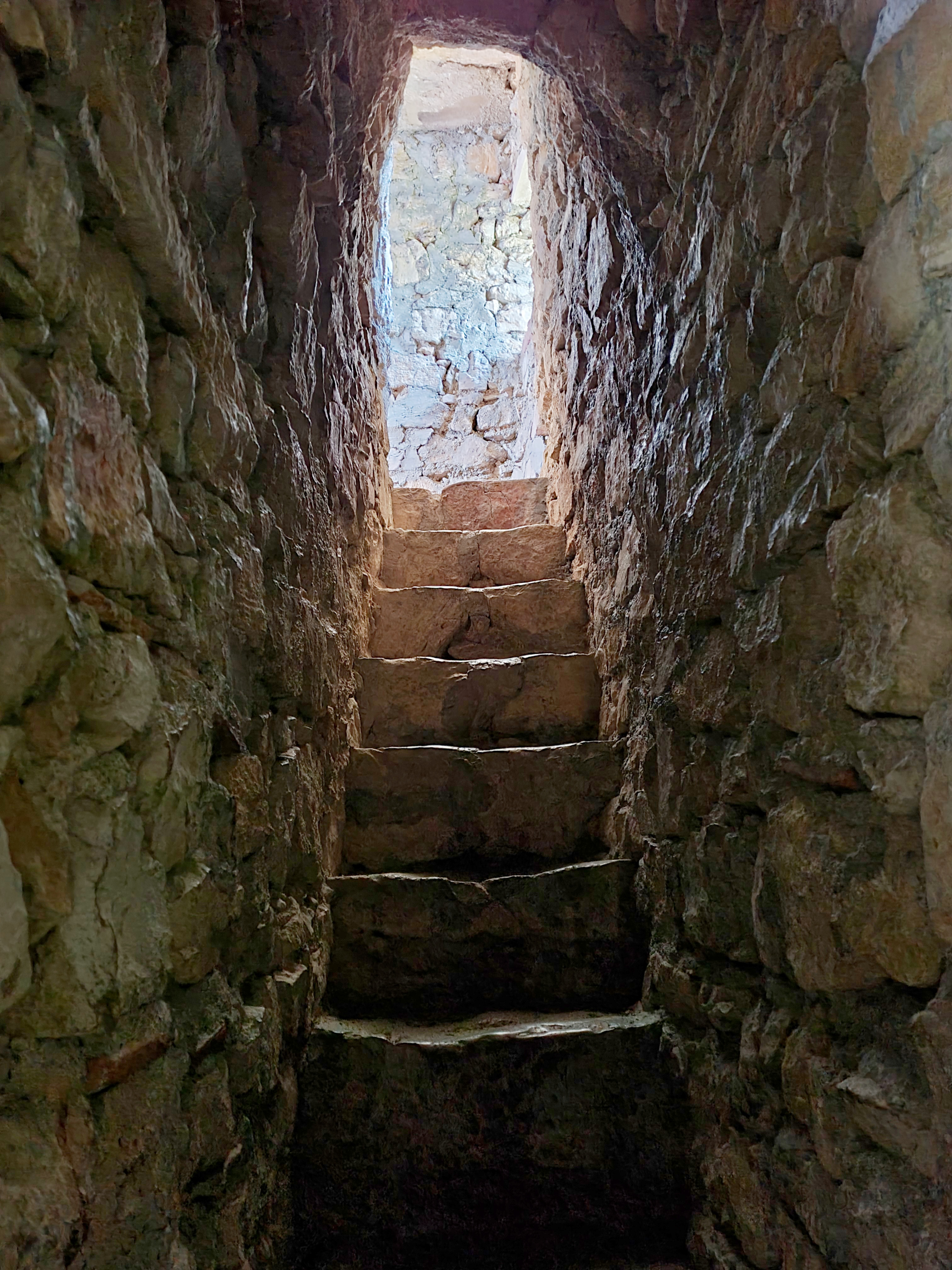
Mittlere Treppe
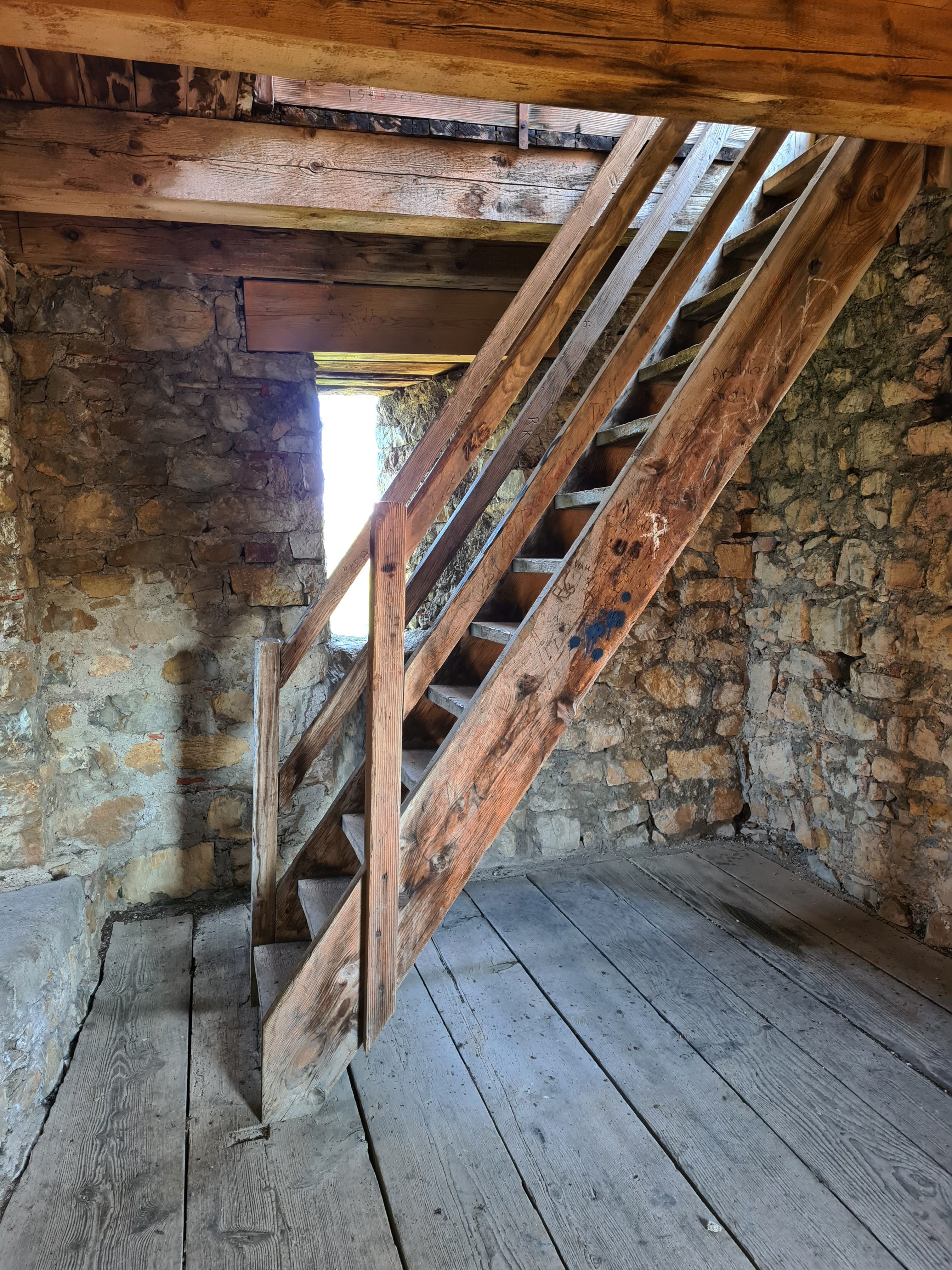
Obere Treppe
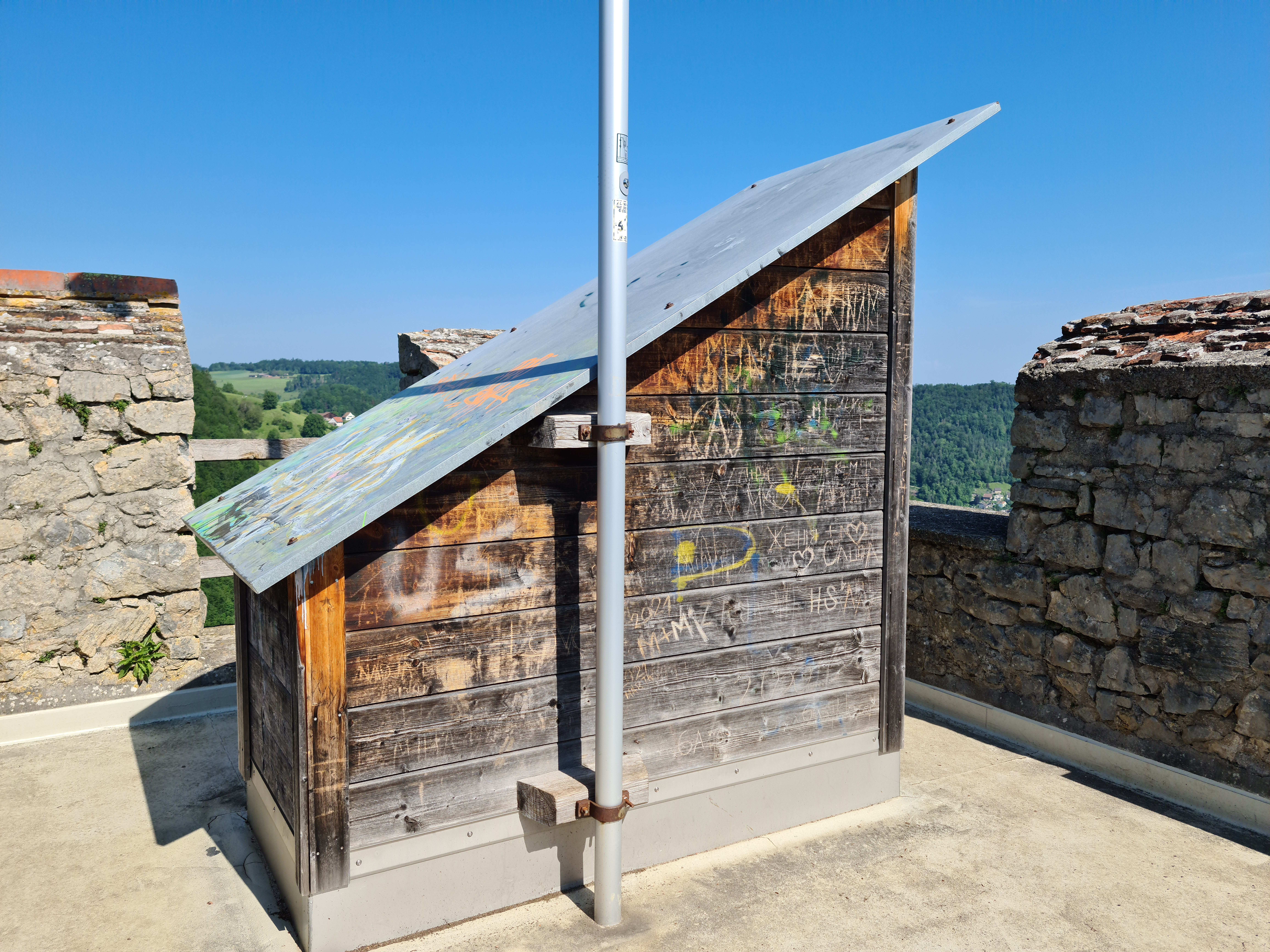
Aussichtsplattform

## Darstellungen
- Matthäus Merian: Waldenburg von Süden. Stich, 1642.[1]
- Emanuel Büchel: Waldenburg von Norden. Zeichnung, 1754.